# Igor
Igor je moško osebno ime.

## Različice imena
Igorčo, Igorij, Igorijan, Ivor

## Tujejezikovne različice
- pri Angležih, Čehih, Italijanih, Nemcih, Madžarih, Slovakih, Slovencih, Srbih, Hrvatih: Igor
- pri Rusih: Игорь
- pri Ukrajincih: Ігор
- pri Skandinavcih: Ingvar

## Izvor in pomen imena
Ime Igor izhaja iz ruskega imena Игорь. To ime je znano že v staroruskem jeziku. Ime je nastalo iz staroskandinavskega imena Ingvarr, ki je zloženo iz imena germanskega plemenskega boga Ingwio in starovisokonemške besede wâra v pomenu »obramba, varstvo«.

## Pogostost imena
Po podatkih Statističnega urada Republike Slovenije je bilo na dan 31. decembra 2007 v Sloveniji število moških oseb z imenom Igor: 8.465. Med vsemi moškimi imeni pa je ime Igor po pogostosti uporabe uvrščeno na 28. mesto.

## Osebni praznik
V koledarju je ime Igor zapisano skupaj z imenom Jurij; god praznuje 8. januarja, 20. marca ali pa 23. aprila.